# Peyrillac
Peyrillac era una comuna francesa que estaba situada en el departamento de Dordoña, de la región de Nueva Aquitania, que en 1827 se fusionó con la comuna de Millac-le-Sec, formando la comuna de Peyrillac-et-Millac.

## Demografía
| Gráfica de evolución demográfica de Peyrillac entre 1793 y 1821 |
|                                                                 |

Los datos demográficos contemplados en este gráfico se han cogido de la página francesa EHESS/Cassini.